# Party for Everybody
Party for Everybody ist ein Lied der udmurtischen Gesangsgruppe Buranowskije Babuschki.

## Hintergrund
Die Gruppe vertrat Russland mit dem Song beim Eurovision Song Contest 2012 in Baku und erreichte dort im Finale mit 259 Punkten den zweiten Platz. Das Lied gewann am 7. März 2012 den nationalen russischen Vorentscheid in Moskau. Es wird auf Udmurtisch und auf Englisch gesungen.
Die 43-jährige Chorleiterin Olga Nikolajewna Tuktarjowa schrieb den udmurtischen Text. Komponiert wurde es von Viktor Drobych, der den russischen Beitrag zum Eurovision Song Contest 2005 in Kiew verfasst hatte. Der Refrain stammt von Mary Susan Applegate, die auch das Jennifer-Rush-Lied The Power of Love komponierte und in den 1990er Jahren als Sängerin der Technoformation Air Liquide bekannt geworden war.

## Punktetafel Finale
| Teilnehmer | Abstimmungsergebnisse | Abstimmungsergebnisse | Abstimmungsergebnisse | Abstimmungsergebnisse | Abstimmungsergebnisse | Abstimmungsergebnisse | Abstimmungsergebnisse | Abstimmungsergebnisse | Abstimmungsergebnisse | Abstimmungsergebnisse | Abstimmungsergebnisse | Abstimmungsergebnisse | Abstimmungsergebnisse | Abstimmungsergebnisse | Abstimmungsergebnisse | Abstimmungsergebnisse | Abstimmungsergebnisse | Abstimmungsergebnisse | Abstimmungsergebnisse | Abstimmungsergebnisse | Abstimmungsergebnisse | Abstimmungsergebnisse | Abstimmungsergebnisse | Abstimmungsergebnisse | Abstimmungsergebnisse | Abstimmungsergebnisse | Abstimmungsergebnisse | Abstimmungsergebnisse | Abstimmungsergebnisse | Abstimmungsergebnisse | Abstimmungsergebnisse | Abstimmungsergebnisse | Abstimmungsergebnisse | Abstimmungsergebnisse | Abstimmungsergebnisse | Abstimmungsergebnisse | Abstimmungsergebnisse | Abstimmungsergebnisse | Abstimmungsergebnisse | Abstimmungsergebnisse | Abstimmungsergebnisse | Abstimmungsergebnisse | Abstimmungsergebnisse | Abstimmungsergebnisse |
| Teilnehmer | Punkte                | AL                    | ME                    | RO                    | AT                    | UA                    | BY                    | BE                    | AZ                    | MT                    | SM                    | FR                    | UK                    | TR                    | GR                    | BA                    | MD                    | BG                    | CH                    | SI                    | CY                    | HR                    | SK                    | MK                    | NL                    | PT                    | IS                    | SE                    | NO                    | LT                    | EE                    | DK                    | LV                    | ES                    | FI                    | GE                    | IT                    | RS                    | DE                    | RU                    | HU                    | IL                    | IE                    |                       |
| ---------- | --------------------- | --------------------- | --------------------- | --------------------- | --------------------- | --------------------- | --------------------- | --------------------- | --------------------- | --------------------- | --------------------- | --------------------- | --------------------- | --------------------- | --------------------- | --------------------- | --------------------- | --------------------- | --------------------- | --------------------- | --------------------- | --------------------- | --------------------- | --------------------- | --------------------- | --------------------- | --------------------- | --------------------- | --------------------- | --------------------- | --------------------- | --------------------- | --------------------- | --------------------- | --------------------- | --------------------- | --------------------- | --------------------- | --------------------- | --------------------- | --------------------- | --------------------- | --------------------- | --------------------- |
| Russland   | 259                   | 3                     | 4                     | 4                     | 5                     | 10                    | 12                    | 8                     | 10                    | 3                     | 10                    | 4                     | 3                     | 7                     | 4                     | 3                     | 6                     | 6                     | –                     | 8                     | 5                     | 6                     | 3                     | 4                     | 4                     | 8                     | 7                     | 7                     | 8                     | 6                     | 8                     | 8                     | 10                    | 8                     | 8                     | 5                     | 10                    | 7                     | 7                     |                       | 7                     | 7                     | 6                     |                       |

- Bis auf die Schweiz bekam das Lied aus jedem teilnehmenden Land Punkte.
- Die Höchstzahl von zwölf Punkten wurde nur von Belarus vergeben.